# Motorfahrzeugfabrik Deutschland
Die Motorfahrzeugfabrik Deutschland GmbH war ein deutscher Hersteller von Automobilen.

## Unternehmensgeschichte
Das Unternehmen war an der Friedrichstraße 138 in Berlin ansässig. 1903 begann die Produktion von Automobilen. Im März desselben Jahres wurde ein Fahrzeug auf der Deutschen Automobil-Ausstellung in Berlin präsentiert. Konstrukteur war Peter Stoltz. Der Markenname lautete Deutschland. 1905 endete die Produktion.

## Fahrzeuge
Das Unternehmen stellte Dampfwagen her. Der Dampfmotor verfügte über 4 stehende Zylinder und leistete 40 PS. Der Radstand der Fahrzeuge betrug 240 cm, die Spurweite 136 cm. Im Angebot standen sowohl Aufbauten für geschäftliche Zwecke als auch Personenwagen.